# 图尔特龙
图尔特龙（法語：Tourteron，法語發音：[tuʁtəʁɔ̃]）是法国阿登省的一个市镇，属于武济耶区。

## 地理
图尔特龙（49°32'21"N, 4°38'15"E）面积8.83 平方千米，位于法国大東部大區阿登省，该省份为法国北部内陆省份，西接埃纳省，南至马恩省，东临默兹省，北与比利时接壤。
与图尔特龙接壤的市镇（或旧市镇、城区）包括：埃科尔达勒、甘库尔、容瓦勒、拉萨博特里、圣卢-泰里耶。

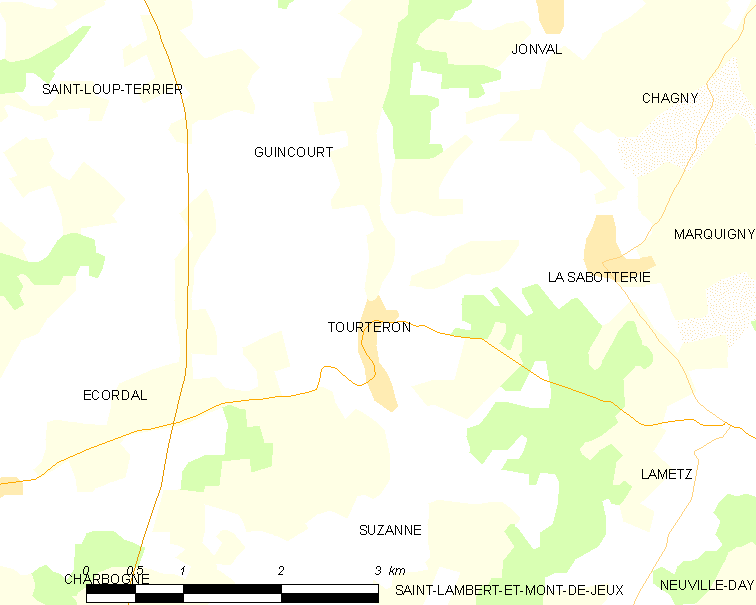
图尔特龙的OSM定位图

图尔特龙的时区为UTC+01:00、UTC+02:00（夏令时）。

## 行政
图尔特龙的邮政编码为08130，INSEE市镇编码为08458。

## 政治
图尔特龙所属的省级选区为阿蒂尼县。

## 人口

1962-2008年间图尔特龙人口变化图示

图尔特龙于2022年1月1日时的人口数量为178人。